# Meriones shawi
Meriones shawi é uma espécie de roedor da família Muridae.
Pode ser encontrada nos seguintes países: Argélia, Egipto, Líbia, Marrocos e Tunísia.
Os seus habitats naturais são: terras aráveis, pastagens e jardins rurais.